# Vakcína Vabiotech proti covidu-19
Vakcína Vabiotech proti covidu-19 je kandidát na vakcínu proti covidu-19 vyvinutý společností Vaccine and Biological Production Company No. 1 (Vabiotech) ve Vietnamu.

## Klinické testy

### Preklinické testy
V květnu 2020 Vietnam prohlásil, že jejich vakcína proti covidu-19 byla vyvinuta poté, co vědci úspěšně vytvořili nový antigen koronaviru v laboratoři. Vakcína byla vyvinuta spolupracujícími vědci z VABIOTECH v Hanoji a z Bristol University. Vakcína bude dále testována na zvířatech a vyhodnocena z hlediska bezpečnosti a účinnosti, než se pustí do výrobního procesu. Podle Národního institutu hygieny a epidemiologie bude vývoj vakcíny, která může bezpečně fungovat na lidech, trvat nejméně 12–18 měsíců. Během testovací fáze výzkumníci experimentovali s myšmi – podávali jim injekčně mnoha způsoby různé dávky antigenu. Některým myším byla aplikována jedna nebo dvě dávky po 3–10 mikrogramech. Po 10 dnech bylo 50 myší v dobrém zdravotním stavu a byly pečlivě sledovány jejich imunitní reakce. Až budou získány pozitivní výsledky imunitních reakcí a produkcí protilátek, mohla by být zkušební vakcína vyvinuta do kompletní a stabilní verze kvalifikované pro použití na lidech. Výzkumný tým by také vyvinul komerční výrobní postupy pro hromadnou výrobu s kapacitou až desítek milionů kusů.
V říjnu 2020 byla vakcína testována na 12 makacích rhesus na ostrově u severní provincie Quang Ninh. Makakové byli ve věku 3–5 let, každý vážil více než tři kilogramy a nebyli infikováni nakažlivými chorobami, jako je tuberkulóza nebo virus HIV. Před injekcí vakcíny jim byla změřena tělesná teplota a provedeny odběry krve a výtěry a makaci byli drženi odděleně v klecích. Byli dvakrát testováni. V každé fázi byli rozděleni do dvou skupin, přičemž jedna byla očkována a druhá ne. Poté byli denně sledováni na samostatných ostrovech, než jim byly odebrány vzorky krve pro další analýzu. Testování probíhalo podle podobného modelu, který se možná později provede na lidech. Zvířatům byly aplikovány dvě injekce vakcíny s odstupem 18 až 21 dnů. Měsíc po druhé aplikaci vědci plánovali vyhodnotit imunitní odpověď opic, aby viděli rozdíl mezi skupinou, které byla aplikována injekce, a skupinou, které injekce aplikována nebyla. Výsledky těchto studií měly být předloženy etické komisi Ministerstva zdravotnictví během čtyř měsíců následujících po listopadu 2020. Pokud experimenty prokážou, že vakcína skutečně produkuje účinnou imunogenicitu a poskytuje účinnou ochranu proti covidu-19, budou výsledky základem pro další fázi testování vakcíny na lidech.